# Уэстфилд (Массачусетс)
Уэстфилд (англ. Westfield) — город в округе Хампден, Массачусетс, США. Был основан в 1660 году. Прилегает к агломерации города Спрингфилд. По данным на 2010 год население составляло 41 094. Код FIPS 25-76030.

## Демография
По данным переписи населения 2010 года в городе проживает 41 094 жителей в составе 15 335 домашних хозяйств и 10 041 семей. Плотность населения составляет 332,2 человека на км². На территории города насчитывается 16 075 жилых строений, при плотности застройки 128,0 строения на км². Расовый состав населения: белые — 92,8 %, афроамериканцы — 1,6 %, коренные американцы (индейцы) — 0,3 %, азиаты — 1,3 %, гавайцы — 0,0 %, представители других рас — 2,2 %, представители двух или более рас — 1,8 %. Испаноязычные составляли 7,5 % населения.
В составе 31,5 % из общего числа домашних хозяйств проживают дети в возрасте до 18 лет, 53,0 % домашних хозяйств представляют собой супружеские пары проживающие вместе, 10,6 % домашних хозяйств представляют собой одиноких женщин без супруга, 32,3 % домашних хозяйств не имеют отношения к семьям, 25,9 % домашних хозяйств состоят из одного человека, 10,9 % домашних хозяйств состоят из престарелых (65 лет и старше), проживающих в одиночестве. Средний размер домашнего хозяйства составляет 2,54 человека, и средний размер семьи 3,07 человека.
Возрастной состав округа: 23,8 % моложе 18 лет, 12,6 % от 18 до 24, 28,0 % от 25 до 44, 21,9 % от 45 до 64 и 13,7 % от 65 и старше. Средний возраст жителя округа 36 лет. На каждые 100 женщин приходится 93,7 мужчин. На каждые 100 женщин старше 18 лет приходится 90,8 мужчин.
Средний доход на домохозяйство в округе составлял 45 240 USD, на семью — 55 327 USD. Среднестатистический заработок мужчины был 38 316 USD против 27 459 USD для женщины. Доход на душу населения составлял 20 600 USD. Около 6,9 % семей и 11,3 % общего населения находились ниже черты бедности, в том числе — 16,2 % молодежи (тех кому ещё не исполнилось 18 лет) и 9,5 % тех кому было уже больше 65 лет.

## Известныe уроженцы и жители
- Killswitch Engage — метал-группа
- Ржевский, Фредерик (род. 1938) — композитор
- Тейлор, Эдвард (1642—1729) — поэт